# Eucyclops persistens
Eucyclops persistens is een eenoogkreeftjessoort uit de familie van de Cyclopidae. De wetenschappelijke naam van de soort is voor het eerst geldig gepubliceerd in 1978 door Monchenko.